# 메를레 팔미스테
메를레 팔미스테(에스토니아어: Merle Palmiste, 1970년 11월 1일 ~ )는 에스토니아의 배우이다.